# Brønderslev
Brønderslev ( PRONÚNCIA DINAMARQUESA) é um município da Dinamarca, localizado no norte do país. Pertence à Região Jutlândia do Norte.
O município tem uma área de 317 km² e uma população de 36,177 habitantes 2021.